# Mimischnia ochreosignata
Mimischnia ochreosignata – gatunek chrząszcza z rodziny kózkowatych i podrodziny zgrzypikowych. Jedyny przedstawiciel rodzaju Mimischnia.

## Zasięg występowania
Afryka Środkowa, występuje w Kamerunie oraz na wyspie Bioko.